# Spoorlijn Saint-Quentin - Ham
De Spoorlijn Saint-Quentin - Ham was een Franse spoorlijn van Saint-Quentin naar Ham. De lijn was 28,3 km lang en heeft als lijnnummer 242 621.

## Geschiedenis
Het eerste gedeelte van de lijn, van Saint-Quentin naar Francilly-Dallon werd aangelegd door de Compagnie du Chemin de fer de Vélu-Bertincourt à St Quentin en geopend op 1 februari 1880. De Compagnie des chemins de fer départementaux de l'Aisne verlengde de lijn van Francilly-Dallon naar Douchy op 1 juli 1910, van Douchy naar Villers-Aubigny op 1 december 1910 en voltooide de lijn tot Ham op 5 maart 1912. Reizigersverkeer werd opgeheven in 1955, tegelijk met het goederenvervoer tussen Rocourt en Ham. In 1992 werd ook het gedeelte tot Rocourt gestaakt.

## Aansluitingen
In de volgende plaatsen is of was er een aansluiting op de volgende spoorlijnen:
Saint-Quentin
RFN 242 000, spoorlijn tussen Creil en Jeumont
RFN 242 616, stamlijn Saint-Quentin
RFN 242 626, spoorlijn tussen Saint-Quentin en Guise
Francilly-Dallon
lijn tussen Vélu-Bertincourt en Saint-Quentin
Ham
RFN 261 000, spoorlijn tussen Amiens en Laon
RFN 261 611, stamlijn Ham oost

## Galerij

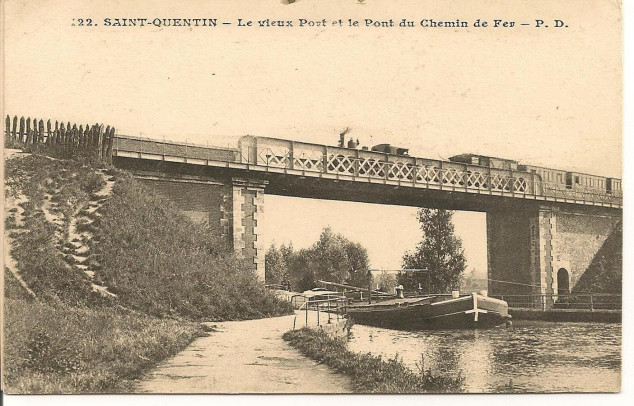
Pont de Vélu begin 20e eeuw
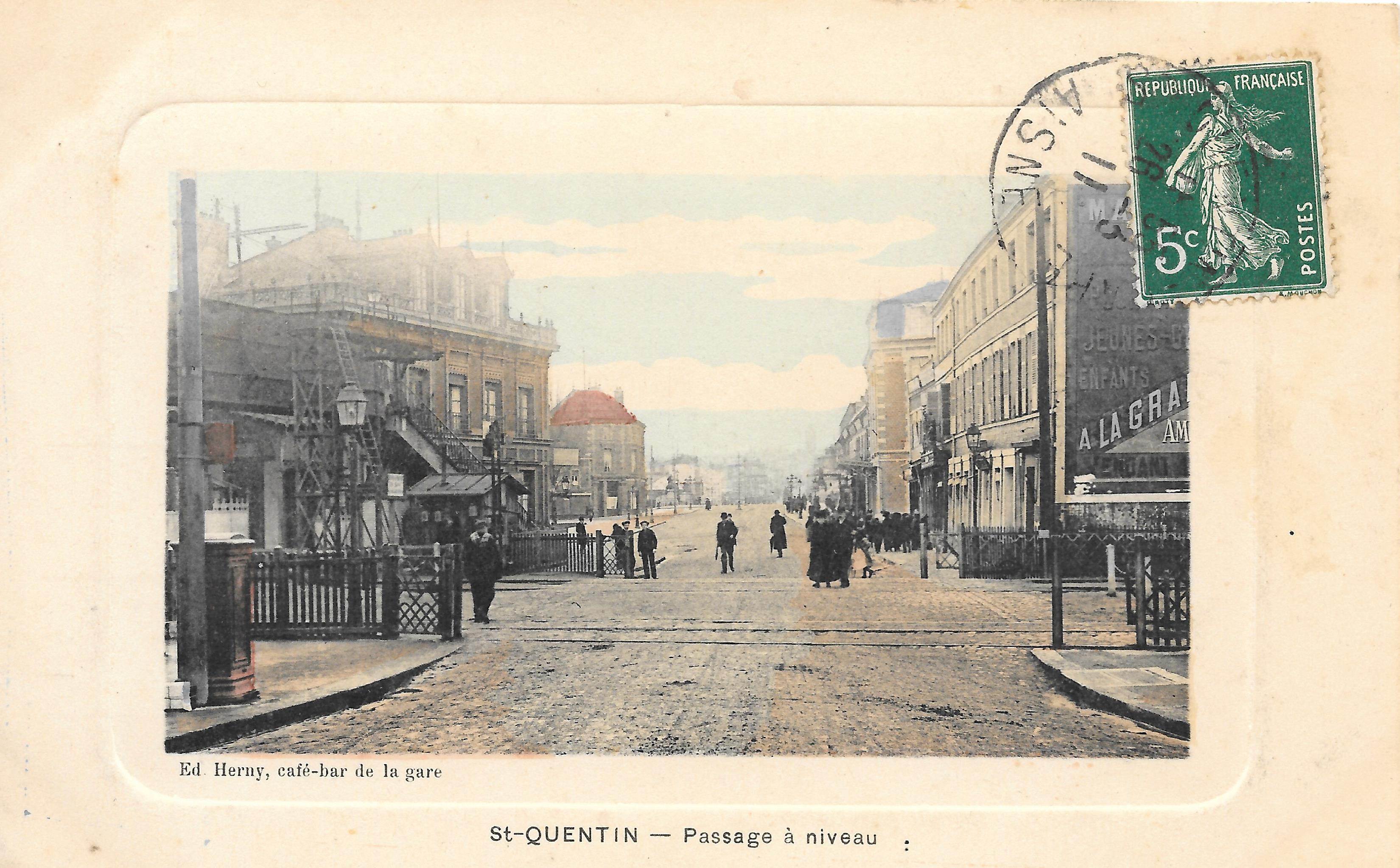
Overweg bij station Rocourt, begin 20e eeuw
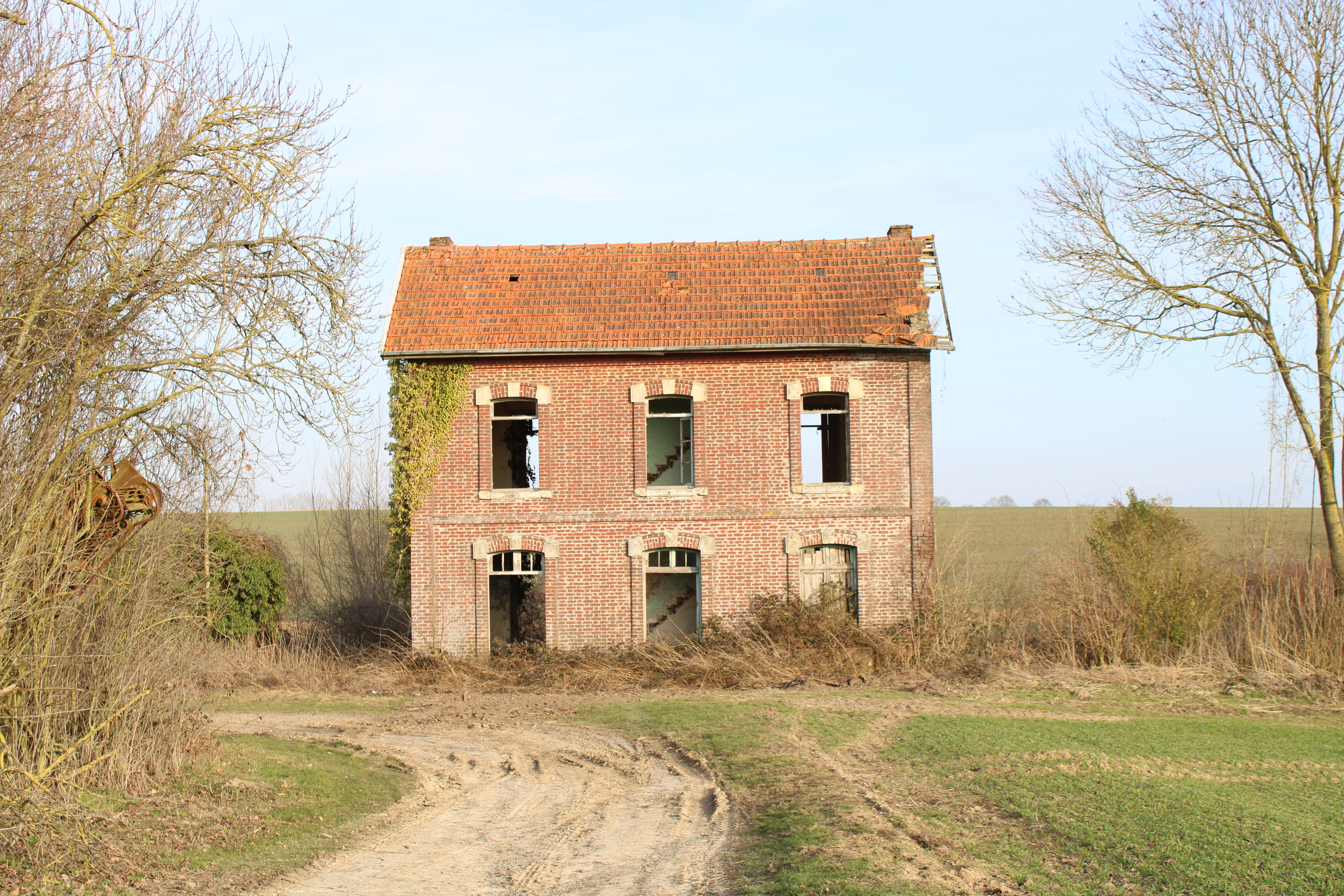
Station Douilly in 2019
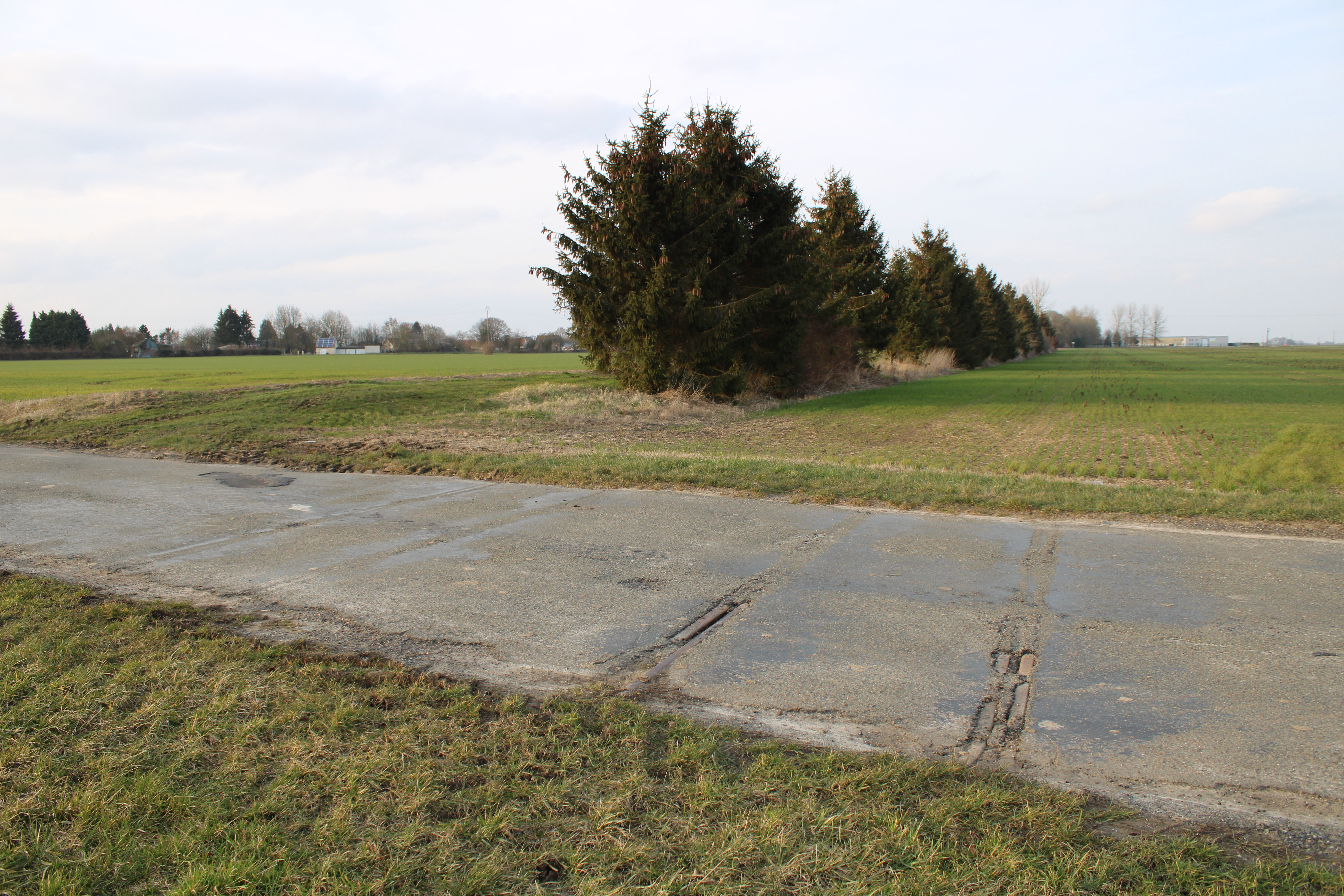
Restanten bij station Villers-Aubigny in 2019
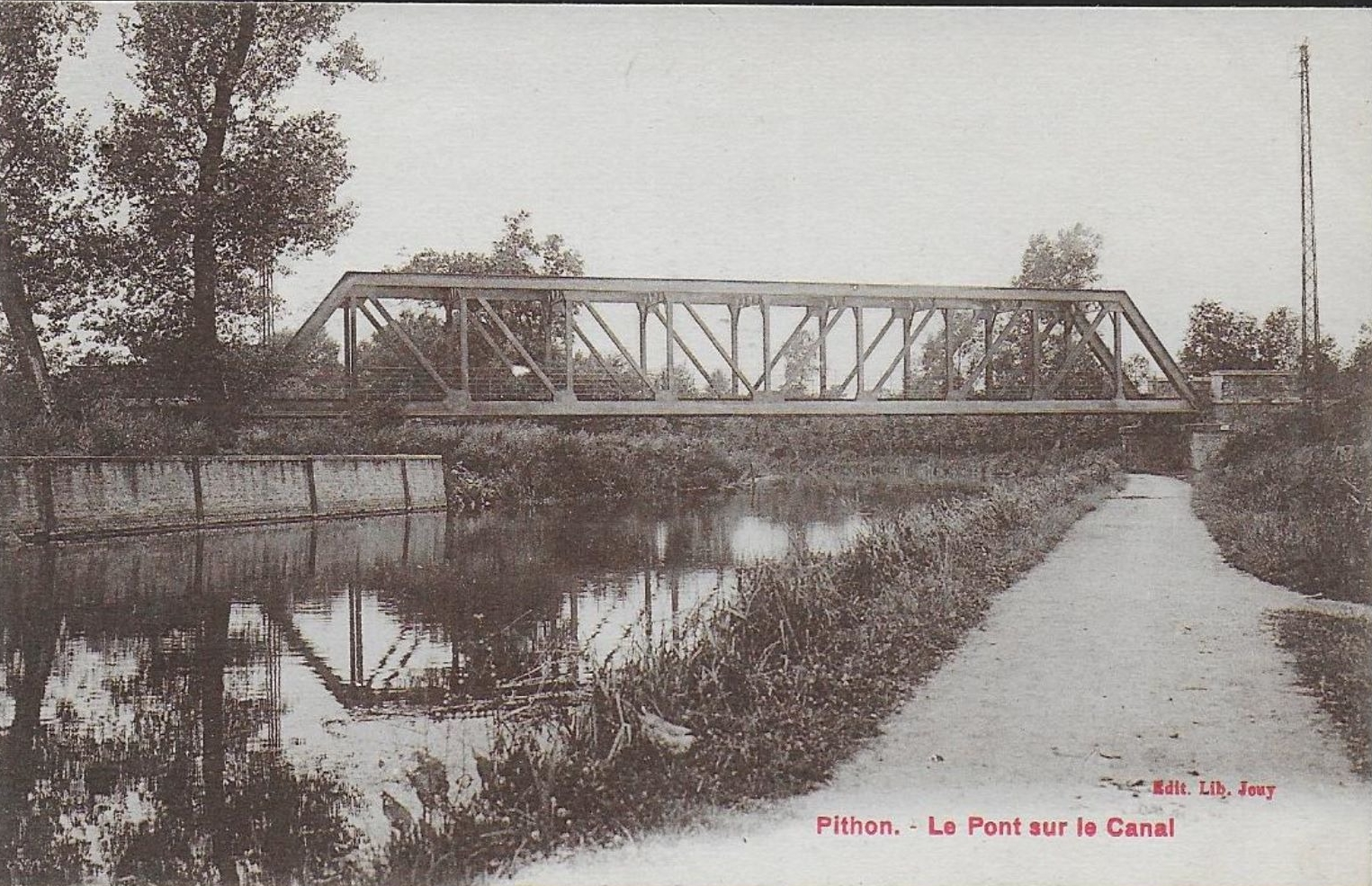
Spoorbrug over het Sommekanaal in 1912